# Abraham Chebii
Abraham Chebii, né le 23 décembre 1979 à Kaptabuk (en), est un athlète kényan, spécialiste des courses de fond. 

## Biographie
Vainqueur de la Finale du Grand Prix 2002 sur 3 000 mètres, il se classe quatrième du 5 000 mètres lors des Championnats du monde 2003.
Il remporte les médailles d'argent en individuel et par équipes lors des Championnats du monde de cross 2005. 

### Palmarès
| Date | Compétition                    | Lieu          | Résultat | Épreuve       | Performance |
| ---- | ------------------------------ | ------------- | -------- | ------------- | ----------- |
| 2000 | Championnats du monde de cross | Vilamoura     | 5e       | Course courte |             |
| 2002 | Finale du Grand Prix           | Paris         | 1er      | 3 000 m       |             |
| 2003 | Championnats du monde          | Paris         | 4e       | 5 000 m       |             |
| 2003 | Finale mondiale de l'IAAF      | Monaco        | 3e       | 3 000 m       |             |
| 2005 | Championnats du monde de cross | Saint-Galmier | 2e       | Course courte |             |
| 2005 | Championnats du monde de cross | Saint-Galmier | 2e       | Par équipes   |             |

### Records
| Épreuve | Performance    | Lieu   | Date         |
| ------- | -------------- | ------ | ------------ |
| 3 000 m | 7 min 33 s 42  | Monaco | 20 août 2006 |
| 5 000 m | 12 min 52 s 99 | Oslo   | 27 juin 2003 |